# Olivia Rodrigo
Olivia Isabel Rodrigo (født 20. februar 2003 i Murrieta, Californien, USA) er en amerikansk skuespiller og singer-songwriter. Hun er mest kendt for sin medvirken i flere Disney-serier samt for en række musikalske hits, såsom: Drivers License, Good 4 U, Deja Vu, Traitor og Vampire.

## Karriere
Rodrigos karriere begyndte, da hun i 2016-2022 medvirkede i to ungdoms-TV-serier fra Disney.
I 2021 udgav hun sit debutalbum Sour, der senere er blevet det mest streamede album af en kvindelig artist nogensinde.
Olivia Rodrigo blev i 2021 udråbt som 'Årets Entertainer' af Time Magazine, og som 'Årets Kvinde' af Billboard (magasin) i 2022.
Hendes andet studioalbum, Guts, blev af BBC kåret som det mest anmelderroste album i 2023.

## Diskografi

### Studiealbum
- Sour (2021)
- Guts (2023)